# Щекотовичи
Щекотовичи — деревня в Ганьковском сельском поселении Тихвинского района Ленинградской области.

## История
Усадище Щекотовичи упоминается в переписи 1710 года в Дмитровском Капецком погосте Нагорной половины Обонежской пятины.
Деревня Щекотовичи обозначена на «Специальной карте западной части России» Ф. Ф. Шуберта 1844 года.

ЩЕКОТОВИЧИ (ЩЕКОТУРЫ, ИВАНЬКОВО) — деревня Казаломского общества, прихода Капецкого погоста. Река Паша.

Крестьянских дворов — 19. Строений — 25, в том числе жилых — 19.

Число жителей по семейным спискам 1879 г.: 57 м. п., 54 ж. п.; по приходским сведениям 1879 г.: 56 м. п., 58 ж. п.

В конце XIX — начале XX века деревня административно относилась к Куневичской волости 2-го земского участка 2-го стана Тихвинского уезда Новгородской губернии.

ЩЕКОТОВИЧИ (ЩЕКОТУРЫ) — деревня Казаломского общества, дворов — 19, жилых домов — 30, число жителей: 58 м. п., 74 ж. п.
 
Занятия жителей — земледелие, лесные промыслы. Река Паша. Земская школа. (1910 год)

Деревня Щекотовичи на карте 1932 года

Согласно карте Ленинградской области Северо-западного аэрогеодезического треста ГГУ издания 1932 года деревня называлась Щекотовица и насчитывала 13 крестьянских дворов.
По данным 1933 года деревня называлась Щекотовицы и входила в состав Щекотовского сельсовета Капшинского района Ленинградской области, административным центром сельсовета была деревня Малое Усадище.
По данным 1936 года деревня Щекотовицы являлась административным центром сельсовета, в состав сельсовета входили 4 населённых пункта, 98 хозяйств и 2 колхоза.
По данным 1966 и 1973 годов деревня Щекотовичи входила в состав Михалёвского сельсовета.
По данным 1990 года деревня Щекотовичи входила в состав Ганьковского сельсовета.
В 1997 году в деревне Щекотовичи Ганьковской волости проживали 5 человек, в 2002 году — 9 человек (все русские).
В 2007 году в деревне Щекотовичи Ганьковского СП проживали 3 человека, в 2010 году — 8.

## География
Деревня расположена в центральной части района к югу от автодороги 41К-946 (Озровичи — Пашозеро — Шугозеро — Ганьково).
Расстояние до административного центра поселения — 9 км.
Расстояние до ближайшей железнодорожной станции Тихвин — 47 км.
Деревня находится на правом берегу реки Паша.

## Демография
| 2007 | 2010 | 2017 |
| ---- | ---- | ---- |
| 3    | ↗8   | ↘1   |

### Национальный состав
Согласно данным Всероссийской переписи населения 2021 года в деревне проживал 1 человек, русский.